# Ted D. McCord
Ted D. McCord (Condado de Sullivan, Indiana, 1900 – Glendale, Califórnia, 1976) foi um diretor de fotografia norte-americano, membro da A.S.C.
Ele foi nomeado para três Oscares. Ted D. McCord morreu em 2 de agosto de 1976, vítima de um câncer.

## Filmografia parcial
- Wild Bill Hickok Rides (1942)
- Action in the North Atlantic (1943)